# Xã Williamsport, Quận Shawnee, Kansas
Xã Williamsport (tiếng Anh: Williamsport Township) là một xã thuộc quận Shawnee, tiểu bang Kansas, Hoa Kỳ. Năm 2010, dân số của xã này là 4.000 người.